# Sven-Erik Soosaar

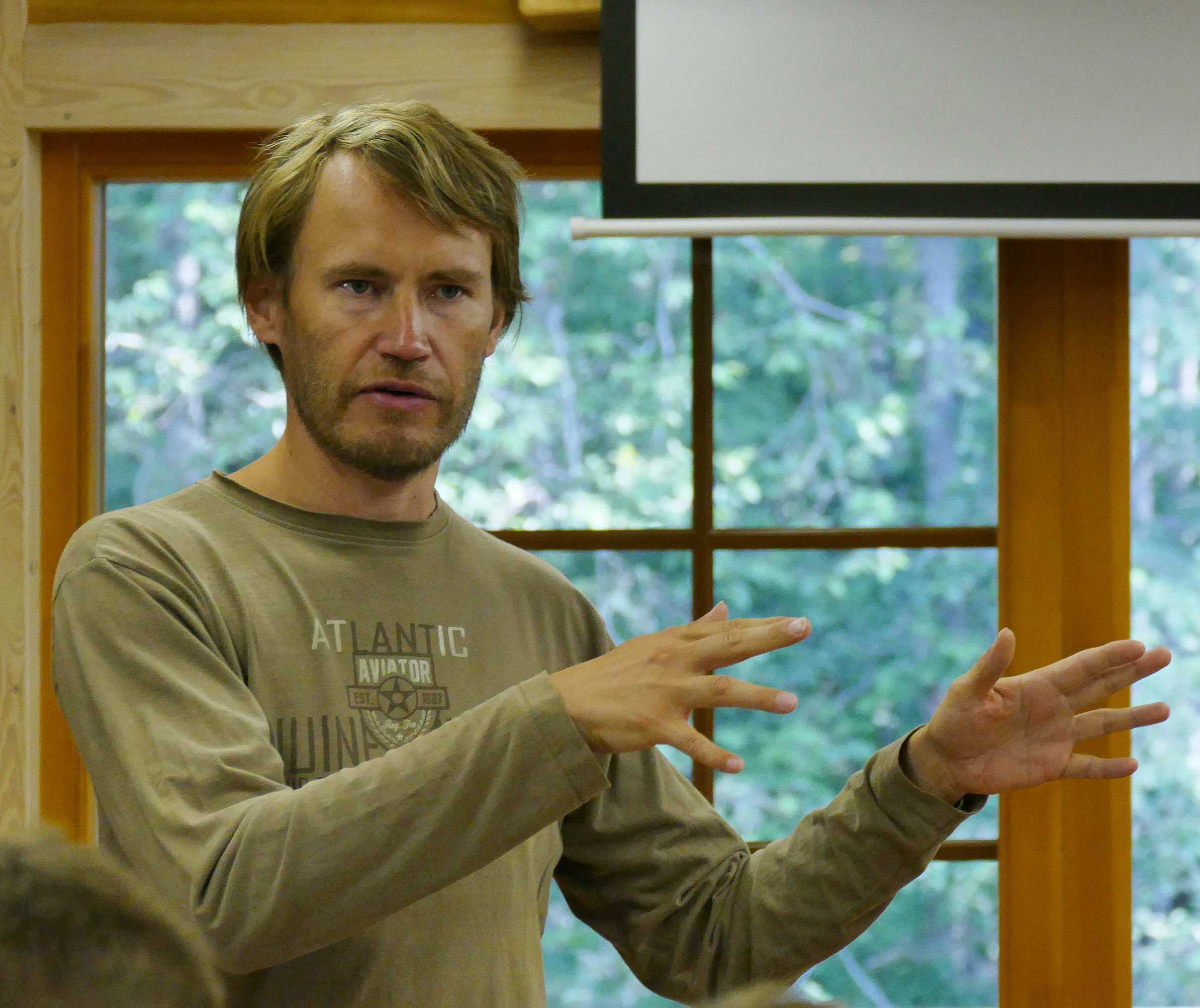
Sven-Erik Soosaar auf einer Veranstaltung des finno-ugrischen Wikiseminars (2015)

Sven-Erik Soosaar (geb. am 12. November 1973 in Tallinn) ist ein estnischer Linguist und Lexikograph. Seit dem 1. Januar 2020 bis 31. Dezember 2022 war er Vertreter Estlands im Ständigen Forum für indigene Angelegenheiten (UNPFII) der Vereinten Nationen.

## Ausbildung und Karriere
Sven-Erik Soosaar besuchte von 1980 bis 1991 das Pelgulinna-Gymnasium in Tallinn. 1995 schloss er ein Studium der Klassischen Philologie an der Universität Tartu ab. Bis 1996 studierte er dann an der Universität von Grönland grönländische Sprache und Literatur. Im Anschluss studierte er an der Universität Helsinki Finnougristik und Assyriologie. 1998 erwarb er den Mastertitel in estnischer und finno-ugrischer Philologie an der Universität Tartu mit einer Arbeit über „Gemeinsame Merkmale von samojedischen und escaludischen Sprachen“. Von 2001 bis 2002 studierte er an der Universität Konstanz Allgemeine Linguistik.
Von 2001 bis 2002 war er Assistent am Institut für estnische Sprache. In den Folgejahren widmete er sich der Forschung und der Veröffentlichung seiner Forschungsergebnisse. Von 2008 bis 2011 leitete er eine Abteilung am Institut für estnische Sprache und war Mitglied des Forschungsrates. 2011 wurde er Doktorand für estnische und finno-ugrische Philologie an der Universität Tartu. Von Januar 2013 bis Januar 2015 war er Stipendiat der Kone Stiftung in der Arbeitsgruppe des Linguisten Jack Rueter an der Universität Helsinki. Im Dezember verteidigte Soosaar seine Doktorarbeit in Linguistik mit dem Thema „Entwicklung des estnischen Kulturvokabulars – Estnisch als Grenzsprache“ erfolgreich an der Universität Tartu.
Aktuell ist er als Senior Researcher an der Universität Helsinki angestellt.
2019 wurde er als Vertreter Estlands für die Periode von 2020 bis 2021 in das Ständige Forum für indigene Angelegenheiten (UNPFII) der Vereinten Nationen entsandt.

## Wissenschaftliche Arbeit
Schwerpunkte von Soosaars Arbeit sind Etymologie und vergleichende Linguistik (u. a. Baskisch, Lettisch, Uralische Sprachen wie Mari). Er unternahm zahlreiche Expeditionen zu finno-ugrischen Gemeinschaften in Russland, Finnland und Lettland.
Im Jahr 2000 veröffentlichte er das Estnisch-Tundra-Nenzische Wörterbuch und zusammen mit Szilárd Tóth (2000) das Ungarisch-Estnische Wörterbuch. Er ist jeweils Mitherausgeber des Lateinisch-Estnischen Wörterbuchs (2002) und des Estnischen Wörterbuchs der Etymologie (2012).
Soosaar übersetzte u. a. Platons Dialog Euthyphron aus dem Altgriechischen und den Tempelhymnus des Priesterkönigs Gudea aus dem Sumerischen.

## Gesellschaftliches Engagement
Soosaar ist Mitglied der finnischen Fenno-Ugrischen Gesellschaft, er war Mitorganisator der XII. Internationalen Konferenz für Minderheitensprachen (2008–2009). Er ist Vorstandsmitglied der gemeinnützigen Fenno-Ugrischen Institution und der Estnisch-Ungarischen Gesellschaft.
Seit 2005 arbeitet Soorsaar aktiv bei der estnischsprachigen Wikipedia mit. Von 2014 bis 2018 war er Vorstandsmitglied, zeitweise Vorsitzender der estnischen Wikimedia.